# Oliver Kranz
Oliver Kranz (* 1965) ist ein deutscher Komponist.

## Leben
Oliver Kranz begann in seiner Jugend mit dem E-Gitarrenspiel. Mit Hauschka spielte er in der Band Nivea. Danach ließ er sich von H. G. Rausch in München in Klavier und Gitarre ausbilden. Anschließend arbeitete er mehrere Jahre als Live- und Studiomusiker. Vereinzelt folgten Engagements als Komponist, bevor er sich über die Jahre mit Kompositionen für Radiowerbespots etablieren konnte. Mit seinem Engagement für die Fernsehserie Zwei zum Verlieben debütierte Kranz schließlich als Filmkomponist. Seitdem war er unter anderem für die Musik von Langspielfilmen wie Das Geheimnis des Königssees, Der Stinkstiefel und Liebe und Tod auf Java verantwortlich.
Seine Mutter ist die Filmregisseurin Heidi Kranz.

## Filmografie (Auswahl)
- 1995–1996: Zwei zum Verlieben (Fernsehserie, unbekannte Anzahl an Folgen)
- 1996–2000: Männer sind was Wunderbares (Fernsehreihe)
- 1999: Liebe und weitere Katastrophen
- 2001: Kleiner Mann sucht großes Herz
- 2003: Dann kamst du
- 2005: Erinnere dich, wenn du kannst!
- 2006: Das Geheimnis des Königssees
- 2006: Commissario Laurenti – Gib jedem seinen eigenen Tod
- 2007: Der falsche Tod
- 2007–2011: Tatort (Fernsehreihe)
  - 2007:  Macht der Angst
  - 2008:  Schatten der Angst
  - 2009:  Borowski und die heile Welt
  - 2010:  Der Polizistinnenmörder
  - 2010:  Blutgeld
  - 2011:  Edel sei der Mensch und gesund
- ab 2009: Stralsund (Fernsehreihe)
  - 2009:  Mörderische Verfolgung
  - 2010:  Außer Kontrolle
  - 2012:  Blutige Fährte
  - 2013:  Freier Fall
  - 2013:  Tödliches Versprechen
  - 2015:  Der Anschlag
  - 2015:  Es ist nie vorbei
  - 2015:  Kreuzfeuer
  - 2016:  Schutzlos
  - 2016:  Vergeltung
  - 2017:  Kein Weg zurück
  - 2018:  Das Phantom
  - 2018:  Waffenbrüder
  - 2019:  Schattenlinien
  - 2019:  Doppelkopf
  - 2020:  Blutlinien
  - 2021:  Das Manifest
  - 2021:  Medusas Tod
  - 2022:  Wilde Hunde
  - 2022:  Die rote Linie
  - 2023:  Der lange Schatten
  - 2023:  Tote Träume
- 2009: Auftrag Schutzengel
- 2009: Der Stinkstiefel
- 2010: Liebe und Tod auf Java
- 2012: Die Jagd nach dem weißen Gold
- 2012: Idiotentest
- 2012: Mit geradem Rücken